# Oldenzaal Autoweg

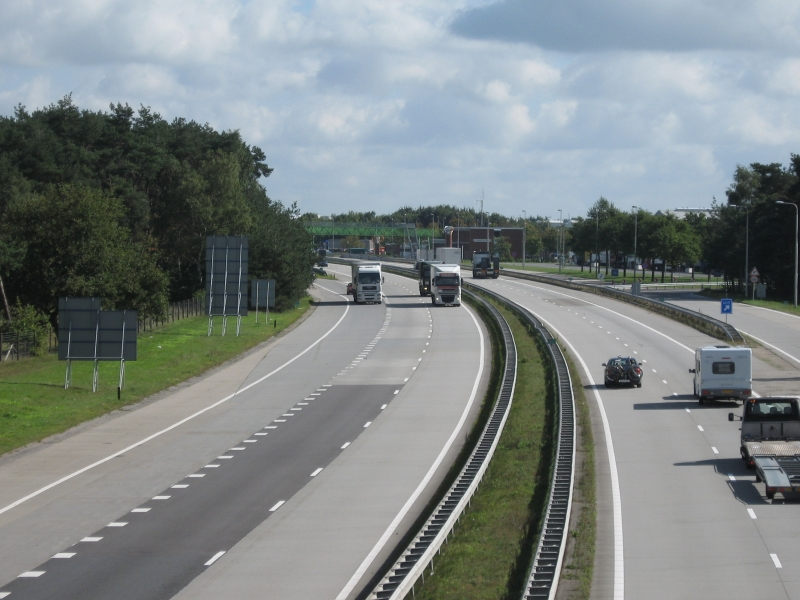
De A1 ter hoogte van de grensovergang Oldenzaal Autoweg.

Oldenzaal Autoweg is een belangrijke grensovergang tussen Nederland en Duitsland. Hier loopt de Nederlandse autosnelweg A1 over in de Duitse A30. Ook volgt de E30 deze route. Aan de Nederlandse zijde van de grensovergang ligt de verzorgingsplaats De Poppe. De naam Oldenzaal Autoweg is afkomstig van de stad Oldenzaal, die 9 kilometer van de grens ligt.
De grensovergang is in 1985 geopend, samen met het snelweggedeelte tussen de afritten Gildehaus en De Lutte.
Aan de Duitse zijde van de grensovergang bevindt zich sinds 1999 een groot industrieterrein (Gewerbepark Bad Bentheim-Gildehaus), waar een groot aantal bedrijven uit verschillende sectoren gevestigd zijn.
De grensovergang staat ook bekend als de grensovergang De Poppe, naar de naam van de nabijgelegen buurtschap in de gemeente Losser. Echter is de naam niet juist voor deze grensovergang. De grensovergang De Poppe is namelijk de nabijgelegen grensovergang die voor de opening van de snelweg gebruikt werd.
Aan de Duitse zijde wordt deze grensovergang ook wel Bad Bentheim Autobahn genoemd, naar de nabijgelegen stad.